# جان مالکوویچ بودن
جان مالکوویچ بودن (به انگلیسی: Being John Malkovich) فیلمی کمدی درام و فانتزی است که در سال ۱۹۹۹ به کارگردانی اسپایک جونز و بر اساس فیلمنامهای از چارلی کافمن ساخته شد. این فیلم موفق شد در سه رشتهٔ بهترین کارگردانی، بهترین فیلم‌نامهٔ غیراقتباسی و بهترین بازیگر نقش مکمل زن کاندیدای جایزه اسکار شود.
در جان مالکوویچ بودن، جان کیوساک نقش مردِ عروسک‌گردانی را بازی می‌کند که توانسته است تونلی را کشف کند که به ذهن جان مالکوویچِ بازیگر می‌رسد.
چارلی کافمن ابتدا فیلمنامه را به چند استودیو پیشنهاد کرد اما استودیوها فیلمنامه را غیرقابل ساخت دانستند. سپس او فیلمنامه را برای فرانسیس فورد کاپولا فرستاد. کاپولا فیلمنامه را به داماد خود اسپایک جونز داد و به این ترتیب جونز فیلم را کارگردانی کرد.
به گفته کافمن گسترش دو ایده کوچک یکی رفتن به ذهن یک فرد به وسیله یک تونل و دیگری مردی که عاشق همکار خود می‌شود موجب نوشتن فیلمنامه شد.